# William Russell (ator estadunidense)
William Russell (12 de abril de 1886 - 18 de fevereiro de 1929) foi um ator de teatro e de cinema estadunidense da era do cinema mudo, que atuou em 209 filmes entre 1910 e 1929. Também trabalhou  na direção e produção cinematográfica, criando sua própria produtora, a William Russell Productions.

## Biografia

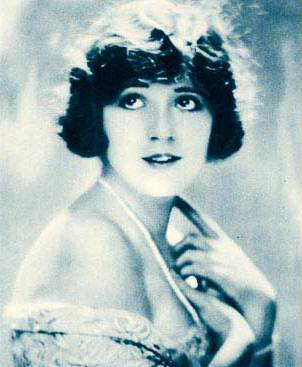
Helen Ferguson, segunda esposa de Russell.

William nasceu no Bronx, em Nova Iorque, por volta de 1886, filho de uma conceituada atriz de teatro. Estudou Direito, e exerceu a advocacia em Pittsburgh, na Pensilvânia,sem muito sucesso. Tentou outros empregos, inclusive instrutor de boxe, e como já trabalhara em teatro na infância, tentou finalmente o palco. Atuou ao lado de Ethel Barrymore em "Cousin Kate", na Broadway, aparecendo ao lado de outras estrelas da época, tais como Chauncey Olcott e Catherine Countiss, percorrendo o país em várias produções.[carece de fontes?]
Sua carreira cinematográfica começou na Biograph Company, em 1910, com o filme The Roman Slave, dirigido por D. W. Griffith. Após fazer vários pequenos papéis na Biograph, foi para a Thanhouser Film Corporation, onde se tornou uma estrela. Seu irmão, Albert Russell também apareceu em vários de seus filmes, porém dedicou-se mais à direção cinematográfica.
Em 1913, Russell trocou a Thanhouser pela Biograph por um breve período, retornando mais tarde à Thanhouser. Após deixar a Thanhouser, trabalhou para outros estúdios. Entre 1916 e 1920, trabalhou na American Film Company, atuando nos filmes The Torch Bearer (1916), The Strength of Donald McKenzie (1916) e The Man Who Would Not Die (1916), entre outros. Em 1919, Russell formou sua própria companhia cinematográfica, a William Russell Productions. Além desses, trabalhou livremente em outros estúdios, como a Fox Film e a Victor Film Company. Seu último filme foi Madonna of Avenue A, filme em que fez um pequeno papel, e que foi lançado em 22 de junho de 1929, alguns meses após sua morte.

## Vida pessoal e morte
Em 1917, casou com a atriz Charlotte Burton, divorciando-se quatro anos mais tarde.
Na década de 1920, ele decidiu se mudar para Hollywood, depois de ter passado grande parte de sua vida em Nova York. Ele se casou em 21 de junho de 1925 com a atriz Helen Ferguson, no Wilshire Boulevard Congregational Church, após um romance de seis anos. e o casamento durou até sua morte em Beverly Hills, Califórnia, em 18 de fevereiro de 1929.
Russell faleceu de pneumonia aos 44 anos, alguns dias antes da morte de seu irmão, Albert Russell, que morreu aos 38 pela mesma causa,[carece de fontes?] William morreu no Hollywood Presbyterian Medical Center e foi sepultado no Forest Lawn Glendale, em Glendale, Califórnia, no Great Mausoleum, Sanctuary of Love.[carece de fontes?]

## Filmografia parcial
- The Roman Slave (1910)
- The Railroad Builder (1911)
- The Colonel and the King (1911)
- The Higher Law (1911)

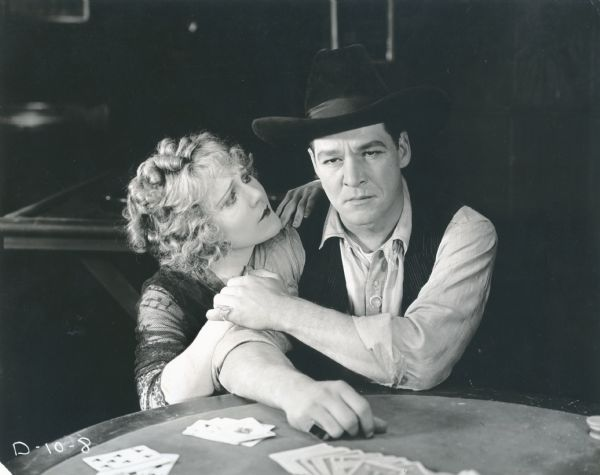
Louise Lovely e William Russell em uma cena de The Twins of Suffering Creek (1920).

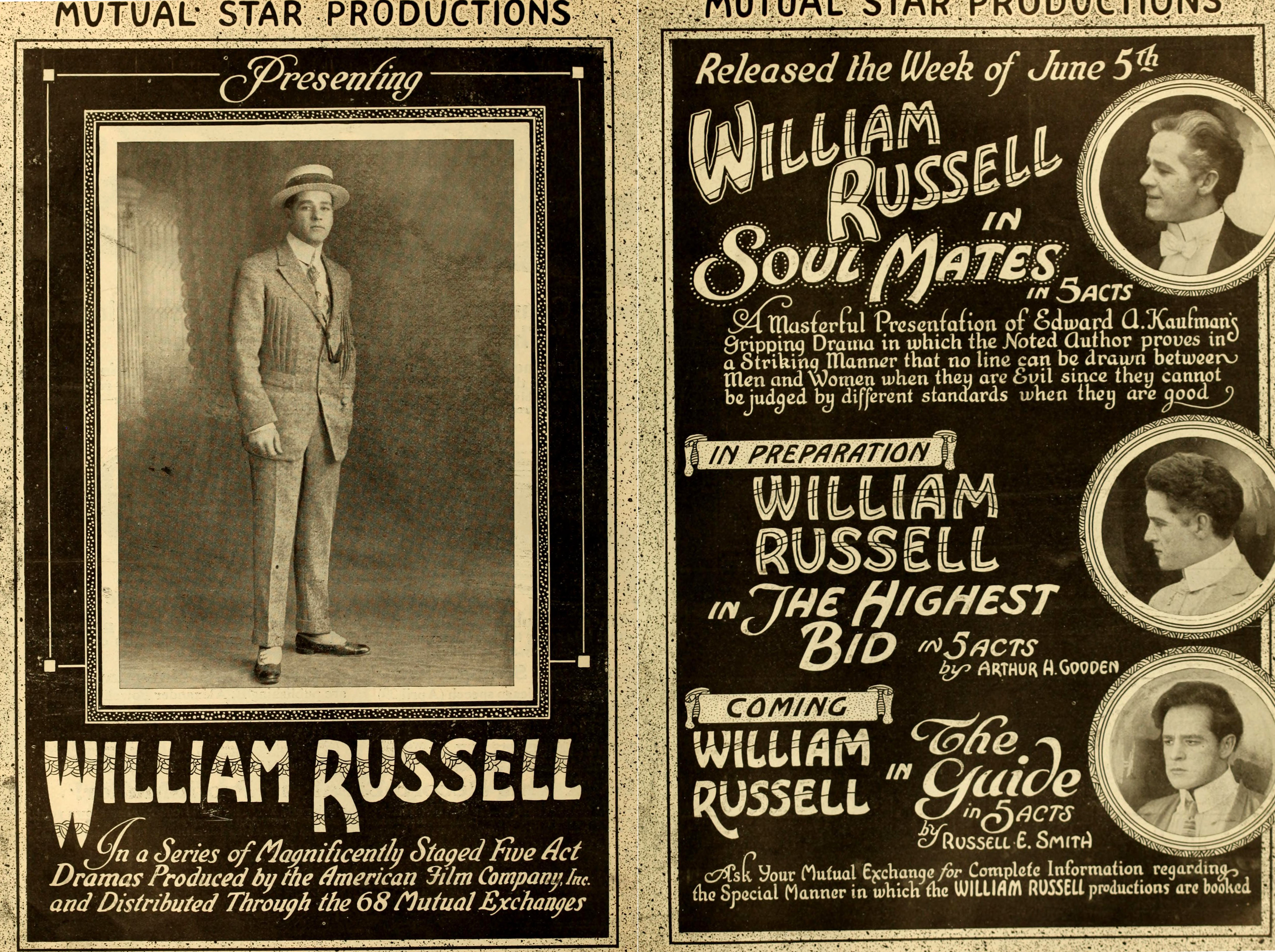
Cartaz do filme Soul Mates, de 1916, com William Russell.

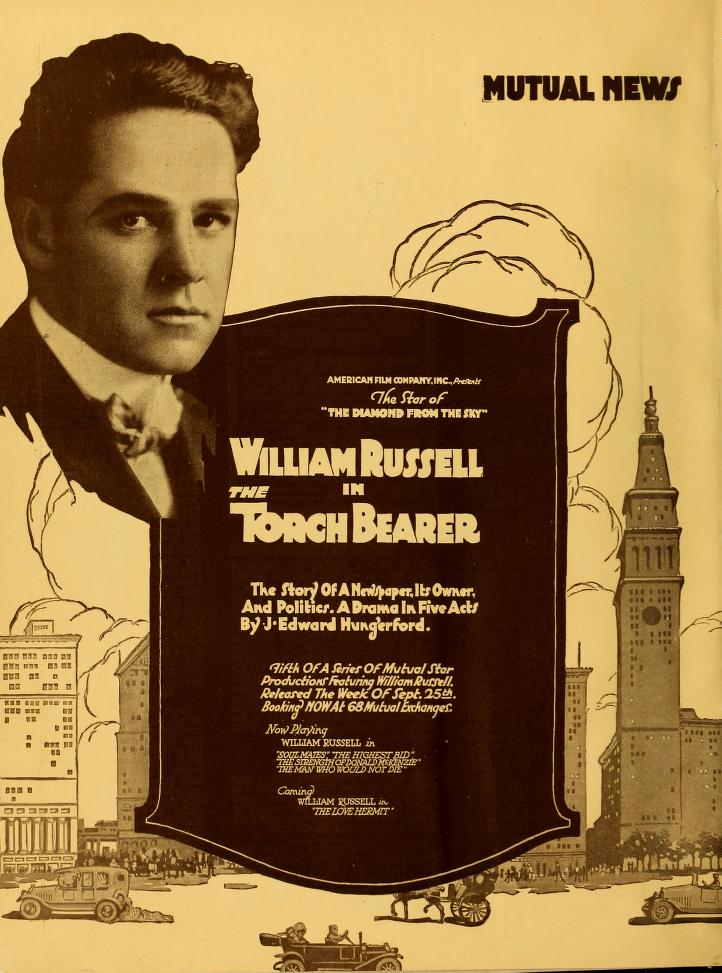
Cartaz do filme The Torch Bearer (1916)

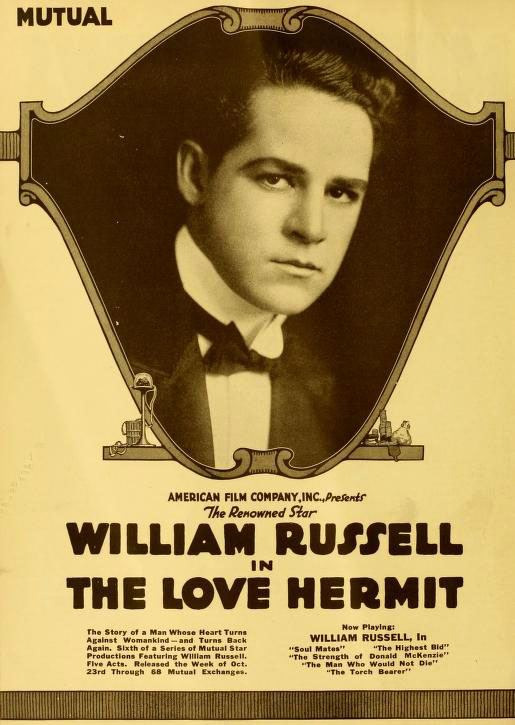
Cartaz do filme The Love Hermit

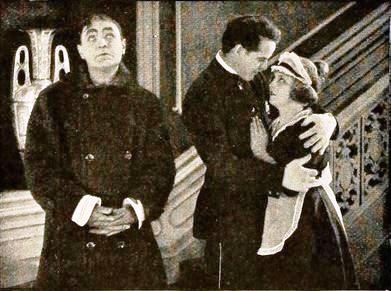
Brass Buttons (1919), com Frank Brownlee, William Russell e Eileen Percy.

- David Copperfield (1911) como Ham Peggotty (parte 2)
- Put Yourself in His Place (1912) as Squire Raby
- The Little Girl Next Door (1912) as The Other Father
- The Star of Bethlehem (1912)
- Some Fools There Were (1913)
- For Her Boy's Sake (1913)
- Curfew Shall Not Ring Tonight (1913)
- Some Fools There Were (1913)
- The Caged Bird (1913)
- For Her Boy's Sake (1913)
- Robin Hood (1913)
- The Dilemma (1914)
- Under the Gaslight (1914) como Ray Trafford
- The Dancing Girl (1915) como John Christison
- The Diamond from the Sky (1915) como Blair Stanley
- The Sequel to the Diamond From the Sky (1916) como Arthur
- The Thoroughbred (1916) como Kelso Hamilton
- The Smugglers of Santa Cruz (1916)
- The Craving (1916) como Foster Calhoun
- The Bruiser (1916) como "Big Bill" Brawley
- Soul Mates (1916) como Lowell Sherman
- The Highest Bid (1916) como Oliver Strong.
- The Strength of Donald McKenzie (1916) como Donald McKenzie
- The Man Who Would Not Die (1916) como Clyde Kingsley/Ward Kingsley
- The Torch Bearer (1916) como John Huntley-Knox
- The Love Hermit (1916) como Tom Weston
- The Twinkler (1916) como Bob Stephany
- My Fighting Gentleman (1917) as Frank Carlisle
- Pride and the Man (1917) como Jack Hastings
- Hearts or Diamonds? (1918) como Larry Hanrahan
- The Lincoln Highwayman (1919) como Jimmy Clunder
- This Hero Stuff (1919)
- Boston Blackie (1923) como Boston Blackie
- Anna Christie (1923) como Matt Burke
- Man’s Size[carece de fontes?]
- The Way of a Girl (1925) como Brand
- Big Pal (1925)
- The Blue Eagle (1926) como "Big Tim" Ryan
- The Desired Woman (1927) como Capitão Maxwell
- State Street Sadie (1928) como Bat
- Girls Gone Wild (1929) como Dan Brown

### Diretor
- Soul Mates (1916)
- The Highest Bid (1916)
- The Strength of Donald McKenzie (1916)
- The Man Who Would Not Die (1916)
- The Torch Bearer (1916)

### Produtor
- Hearts or Diamonds? (1918)
- Big Pal (1925)

### Roteirista
- Pride and the Man (1917)

## William Russell Productions
Entre 1918 e 1919, Russell formou sua própria companhia cinematográfica, a William Russell Productions,[carece de fontes?] que produziu 11 filmes entre 1918 e 1925.
- Big Pal (1925)
- The Robes of Sin, também conhecido como The Roaring Forties (1924)[carece de fontes?]
- Man's Size (1923)
- A Sporting Chance (1919/I)
- Brass Buttons (1919)
- Where the West Begins (1919)
- When a Man Rides Alone (1919)
- All the World to Nothing (1918)
- Hobbs in a Hurry (1918)
- Up Romance Road (1918)
- Hearts or Diamonds? (1918)